# Casa da Fazendinha
A Fazendinha Dona Izabel, também conhecida como Casa da Fazendinha ou Casarão da Barragem Santa Lúcia, é uma construção histórica da cidade de Belo Horizonte, capital do estado brasileiro de Minas Gerais. Foi tombada como bem histórico no ano de 1992, a pedido da comunidade do Aglomerado Santa Lúcia, onde está localizada - fato inédito na história das políticas patrimoniais da cidade, à época. Recentemente restaurada pela Prefeitura Municipal de Belo Horizonte, passou a ser gerida, em dezembro de 2022, pela Associação Cultural Casa do Beco. Desde então, o antigo casarão passou a ser denominado Fazendinha Dona Izabel, em homenagem Izabel Rocha de Magalhães, a uma das matriarcas negras que a habitaram, ao longo do século XX. No espaço são desenvolvidas atividades artísticas e culturais diversas, tendo como público principal, as moradoras e os moradores da comunidade.

## História
A Fazendinha Dona Izabel é uma das construções mais antigas de Belo Horizonte. O casarão foi construído nos primeiros anos do século XX, e fazia parte da Colônia Agrícola Afonso Pena, em terras anteriormente pertencentes a antiga Fazenda do Capão, desapropriada em 1894 pela CCNC. A edificação, situada na região Centro Sul de Belo Horizonte, foi ainda sede dos escritórios da Cerâmica Santa Maria, fechada após a desapropriação das terras para a construção da Barragem Santa Lúcia, ocorrida por volta de 1950. 
O casarão foi tombado pelo Conselho do Patrimônio Histórico e Cultural do Município de Belo Horizonte devido a um processo de mobilização dos moradores do Aglomerado Santa Lúcia, que compunham a União Comunitária da Barragem Santa Lúcia. Tais moradores tinham o desejo de que fosse construído no local um centro cultural com biblioteca e espaço para atividades formativas para os moradores do aglomerado.

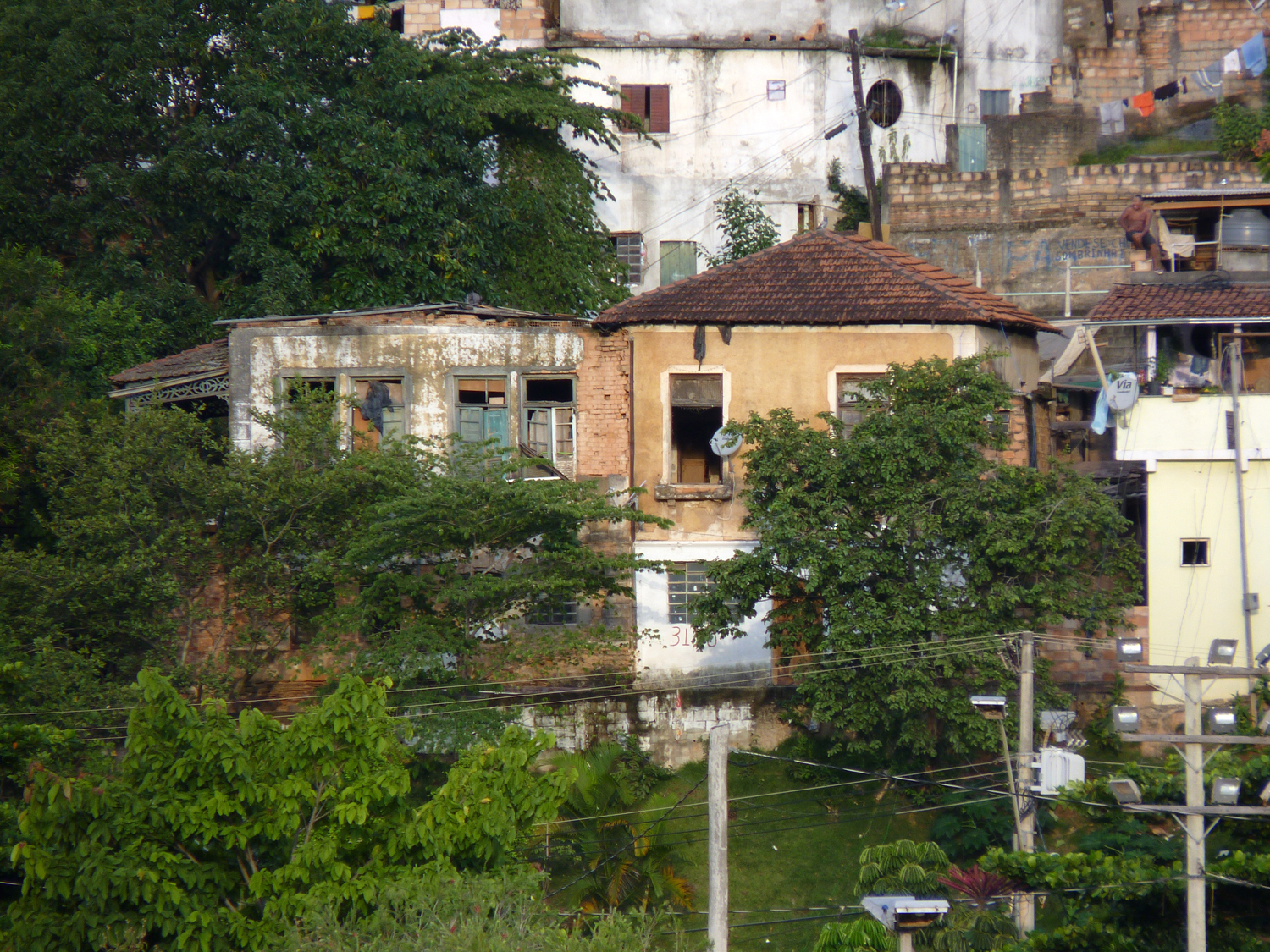
Casa da Fazendinha no aglomerado Santa Lúcia, 2013.

No dia 3 de outubro de 1992, estes moradores apresentaram ao Conselho do Patrimônio Histórico de Belo Horizonte um ofício solicitando o tombamento deste antigo casarão. Assim, em 22 de outubro de 1992, a até então conhecida como Casa da Fazendinha tornou-se patrimônio histórico de Belo Horizonte.
A Prefeitura de Belo Horizonte desapropriou essa propriedade da família de Mário Gonçalves de Carvalho, empresário que possuía uma olaria nessa área. Casado com Maria Murta de Carvalho e pai de 07 filhos foram despejados da propriedade pela prefeitura em 1954, inclusive destruindo com seu maquinário os acessos terrestres para impedir a retomada da posse da propriedade, pois até hoje (abril de 2014) corre um processo contra a Prefeitura de Belo Horizonte para que seja efetuado o pagamento. A Prefeitura vem recorrendo desde aquela época. Hoje só tem 03 herdeiros com vida: Lilia Gonçalves de Carvalho, Luís Gonçalves de Carvalho e José Gonçalves de Carvalho.[carece de fontes?]

## Incêndio e promessas de revitalização
Em 2012 o Ministério Público de Minas Gerais recomendou que obras de contenção e restauração fossem realizadas diante de eminente risco de desabamento atestado por laudo da defesa civil. Para isso seriam removidas as famílias que viviam no local. O último morador do casarão, Orlando Josias Rodrigues Magalhães, que morreu no incêndio que deteriorou ainda mais o local, mudou-se com aluguel pago pela prefeitura. Mas Orlando voltou passados oito meses, com medo de perder a casa.